# Kadambes de Goa
El Kadambes de Goa foren una dinastia que va governar Goa del segle X al segle XIV. Van dominar sobre els territoris dels Silahares i van governar al principi des de Chandor, fent més tard a Gopakapattana la seva capital. Els seus descendents moderns encara viuen en Goa.

## Orígens
Segons la inscripció de Talagunda trobada a Shimoga a Karnataka, els Kadambes eren d'origen Bramin i descendien de Mayurasharma.

## Establiment d'una dinastia separada
Com a feudatari dels Txalukyas, el Kadamba Shasthadeva va ser nomenat com el Mahamandaleshwar de Goa pel Chalukya rei, Tailapa II. Segons la inscripció de Savai vere, els Kadambes foren aliats dels Chalukya als que van ajudar a derrotar els Raixtrakutas. Shashthadeva més tard va conquerir la ciutat de Chandrapur als Shilahares i va establir la dinastia kadamba de Goa després del 960.

## Gopakapattana
Shashthadeva va conquerir Goa, el port de Gopakapattana i Kapardikadvipa i va annexionar una part gran de Konkan del sud al seu regne, fent de Gopakpattana la seva capital subsidiària. El següent rei, Jayakeshi I, va seguir expandint el regne. En un text jainista en sànscrit, Dvayāśraya esmenta l'extensió de la seva capital i que el port de Gopakapattna tenia contactes de comerç amb Zanzíbar, Bengala, Gujarat i Sri Lanka. Gopakapattana era una ciutat comercial agradable, ben connectada amb la Vell Goa i un hub de comerç durant 300 anys. En la dècada del 1320 va ser saquejada pel general dels Khalji, Malik Kafur. Els Kadambes van tornar a Chandor, però van retornar altre cop a Gopakapattana quan Muhammad bin Tughluq va ocupar Chandor.

## Administració

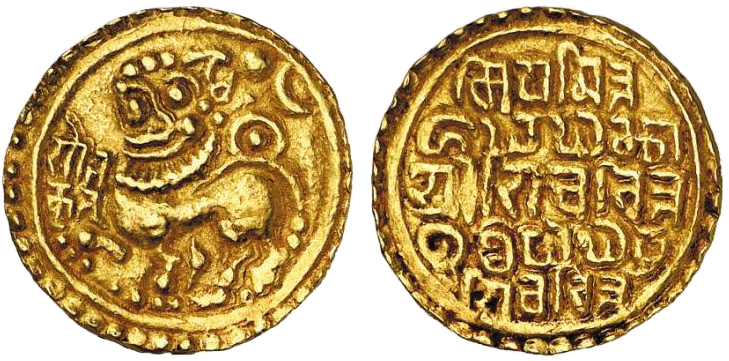
Monedes d'or emeses pel rei de Goa, Shivachitta Paramadideva, vers 1147-1187

Durant el govern dels Kadambes, el nom i fama de Goapuri va assolir el seu zenit. La religió, cultura, comerç i arts van florir a Goa i la dinastia va construir molts temples de Xiva. Van assumir títols com Konkanadhipati, Saptakotisha Ladbha Varaveera, Gopakapura varadhishva, Konkanmahacharavarti i Panchamahashabda. Es van casar amb la reialesa de Saurashtra i fins i tot caps locals. Els reis van ser patrons de la religió vèdica i es van celebrar sacrificis de foc importants (yagna) com el sacrifici de cavall (Ashvamedha). Van popularitzar el xaivisme i van ser patrons del Jainisme a Goa.
Les llengües de l'administració Kadamba foren el sànscrit i el kanarès. Van introduir aquesta darrera llengua a Goa, on va exercitar una influència profunda en la llengua local. Les escriptures Nagari, Kadamba, Halekannada i Goykanadi foren molt populars. Se sap per una inscription que Tribhuvanamalla va establir un Brahmapuri a Gopaka. Els Brahmapuris eren les universitats antigues dirigides per Bramins (sacerdots), on Vedes, astrologia, filosofia, medicina, i altres temes eren ensenyats. Se'n han trobat a Goa, Savoi verem, Gauli moula, i altres llocs.
Després de governar Goa per més de 350 anys, els Kadambes va perdre el seu poder enfront dels Seunes o Yadaves de Devagiri. Ells i les invasions musulmanes van destruir la dinastia. Ruïnes dels seus palaus, mansions, temples i mercats encara existeixen al poble de Chandor.

## Reis
- Shashthadeva I (Kantakacharya) 	960
- Nagavarma 	~
- Guhalladeva I 	~
- Shashathadeva II 	~
- Guhalladeva II 	1038
- Veeravarmadeva 	1042–1054
- Jayakeshi I 	1050–1080
- Guhalladeva II o Tribhuvanamalla 	1080–1125
- Vijayaditya I o Vijayarka 	governant després de 1104
- Jayakeshi II 	1125–1148
- Shivachitta paramadideva 	1148–1179
- Vishnuchitta o Vijayaditya II 	1179–1187
- Jayakeshi III 	1188–1216
- Shivachitta Vajradeva 	1193–1202
- Sovideva Tribhuvanamalla 	1216–1238
- Shashthadeva III 	1246–1265
- Kamadeva (casat amb la princesa Kadamba Sovidevi) 	1265–1310